# كارولين لورانس (كاتبة)
كارولين لورانس (بالإنجليزية: Caroline Lawrence)‏ هي كاتبة للأطفال وكاتِبة أمريكية، ولدت في 1954 في لندن في المملكة المتحدة.